# Mikołaj i spółka
Mikołaj i spółka (fr. Santa & Cie) – francusko-belgijska komedia familijna fantasy z 2017 roku w reżyserii i według scenariusza Alaina Chabata. Wyprodukowana przez wytwórnię France 2 Cinéma, France Télévisions, Gaumont, Le Tax Shelter du Gouvernement Fédéral de Belgique, Légende Films, Nexus, Factory, uFund, Umedia, Centre National de la Cinématographie (CNC) i Canal+.
Zdjęcia do filmu powstały w Paryżu.

## Fabuła
Kilka dni przed Bożym Narodzeniem. 92 000 elfów Świętego Mikołaja choruje podczas robienia prezentów dla dzieci. Namawiany przez swoją żonę Wandę pojawia się na Ziemi. Lecąc koło Paryża sanie ulegają awarii. W Paryżu szuka tabletek witaminy C, tyle, ile jest elfów, aby je wyleczyć. Zostaje aresztowany po kłótni w aptece. Mikołaj spotyka Thomasa na komisariacie, który oferuje mu bycie jego prawnikiem. Mikołaj zjawia się w domu Thomasa, prosząc go o pomoc. Thomas i jego rodzina pomagają Mikołajowi zdobyć witaminę C w tubkach, zamawiając go w Amazon. Ale Jay, brat Thomasa, recydywista i początkujący magik, kradnie worek Mikołaja, który napełnił pudełkami witaminy C. Jay chce zapewnić magiczny pokaz na przyjęciu urodzinowym Tatiany, dziecka milionerki, Rosjanki. Mag sprawia, że Tatiana znika w magicznym kapturze. Chcąc znaleźć w kapturze Tatianę mag w pośpiechu wyrzuca wszystkie pudełka z lekarstwami dla elfów. Ścigany przez matkę Tatiany i jej ochroniarzy, Jay ucieka, nie wiedząc, że Tatiana wciąż jest w worku. Święty Mikołaj odzyskuje swój kaptur po policyjnym pościgu i wyciąga Tatianę z kaptura. Wraca do domu z Thomasem i jego rodziną, myśląc, że jest 92000 tubek witaminy C. Ale Mikołaj odkrywa, że jego kaptur jest pusty.
Zdjęcia do filmu rozpoczęły się 6 lutego w Paryżu, a skończyły się tamże 31 maja 2017 roku.

## Obsada
- Alain Chabat – Święty Mikołaj
- Audrey Tautou – Wanda, Śnieżynka, żona Świętego Mikołaja
- Golshifteh Farahani – Amélie
- Pio Marmaï – Thomas
- Bruno Sanches – Magnus
- Louise Chabat – Wróżka
- Mark Grosy – Aptekarz
- David Marsais – Inspektor Olivier Le Guennec
- Grégoire Ludig – kurator Stéphane Bertoli
- Tara Lugassy – Maëlle, córka Thomasa i Amélie
- Johann Dionnet – Jay, brat Thomasa
- Kyan Khojandi – kuzyn Amélie
- Simon Aouizerate – Mathis, syn Thomasa i Amélie
- Patrick Timsit – wujek Amélie
- Elena Plonka – wujek Tatiana[4]

## Polski dubbing
Dystrybucja: Kino Świat
Opracowanie: Studio PRL
Reżyseria: Michał Konarski
Dialogi: Tomasz Robaczewski
Tłumaczenie: Anna Zamęcka
Dźwięk i montaż: Aleksander Cherczyński i Anton Borovyi
Kierownik produkcji: Maciej Jastrzębski

### Obsada dubbingu
- Wojciech Malajkat – Święty Mikołaj
- Sarsa – Wanda, Śnieżynka, żona Świętego Mikołaja
- Grzegorz Kwiecień – Tomasz
- Lidia Sadowa – Amelia
- Karol Kwiatkowski – Mati, syn Tomasza i Amelii
- Waldemar Barwiński – Janek, brat Tomasza
- Emilia Konarska – Maja, córka Tomasza i Amelii
- Jacek Pluta – kurator Stefan Bertoli
- Przemysław Glapiński – Inspektor Olivier Le Guennec
- Sara Lewandowska – Tatiana